# Autometralladora

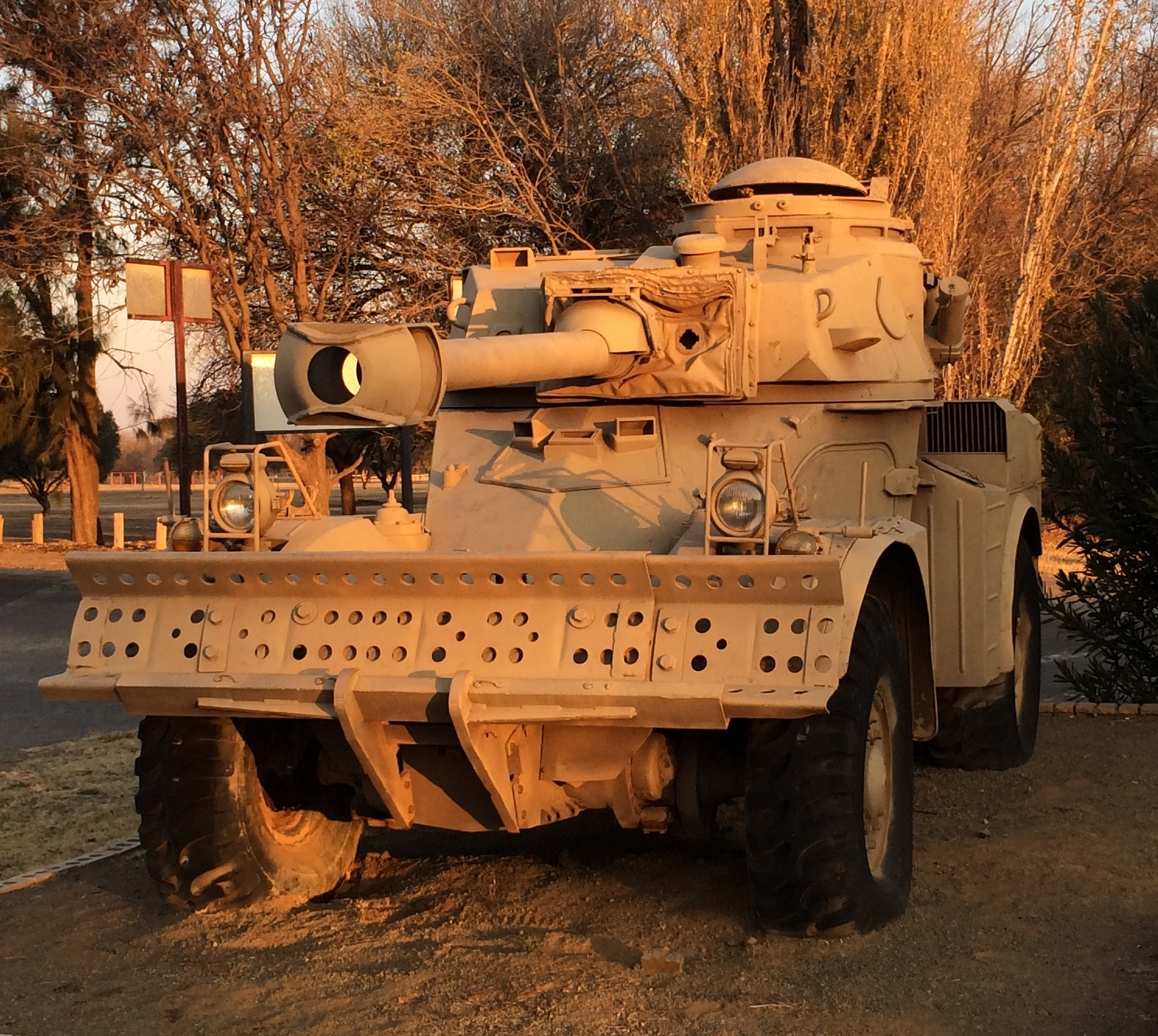
El Eland Mk7 del Museu de tancs de Sud-àfrica, en Bloemfontein.

Una autometralladora és un vehicle blindat de combat sobre rodes i sovint armat amb un canó de petit calibre o amb dues o tres metralladores, generalment s'usen en missions de reconeixement militar, seguretat ciutadana o altres tasques auxiliars en el camp de batalla. Amb el gradual declivi de la cavalleria, les autometralladores van ser desenvolupades per dur a terme les tasques anteriorment assignades als genets. Després de la invenció del tanc, les autometralladores va continuar sent populars a causa del seu senzill manteniment i baix cost de producció. També van ser utilitzades per diversos exèrcits colonials, com una arma barata en regions poc desenvolupades. Durant la Segona Guerra Mundial, la majoria d'autometralladores van ser destinades a tasques de reconeixement i observació, mentre que d'altres es van destinar a missions d'enllaç. Aquelles equipades amb armament més pesant fins i tot podien substituir els tancs en condicions favorables, com per exemple durant les maniobres de persecució o flanqueig a la Campanya del Nord d'Àfrica.
A partir de la Segona Guerra Mundial les autometralladores servirien de base per altres tipus de blindats, com els vehicles blindats de reconeixement, amb més capacitat ofensiva i sovint armats amb canons de tanc com l'AMX-10 RC. En alguns casos, els transports blindats de personal van substituir algunes de les funcions habituals de les autometralladores, originant dissenys multipropòsit com el Cadillac Gage Commando.

## Història

### Precursors

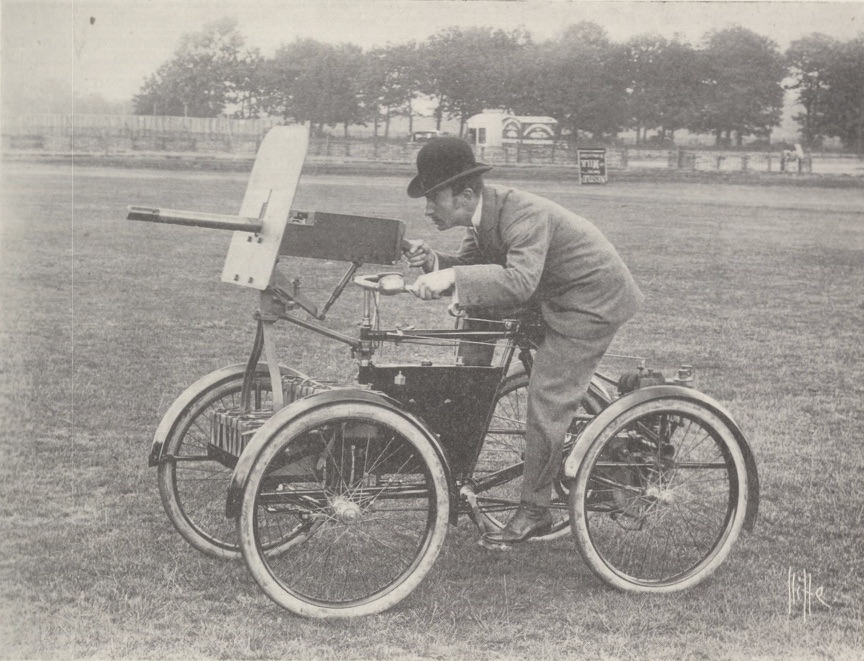
El Motor Scout de Frederick Richard Simms, fabricat el 1898.

El Motor Scout va ser dissenyat i construït l'any 1898 per l'inventor britànic Frederick Richard Simms. Va ser el primer vehicle armat propulsat per un motor de gasolina de la història. El vehicle era un quadricicle clàssic De Dion-Bouton que portava una metralladora Maxim muntada davant del manillar. Una planxa de ferro davant la metralladora protegia al conductor.
Una altra primigènia autometralladora es va inventar el 1898 a la Royal Page Davidson, l'Acadèmia Militar i Naval del Nord-oest, seguida per l'Autoametralladora Davidson-Duryea i l'Automòbil blindat Davidson.
Tot i això, no eren autèntiques autometralladores, ja que oferien poca o cap protecció als seus tripulants contra el foc enemic. A més a més, pels seus motors de petita cilindrada, eren menys eficients que la cavalleria i els canons arrossegats per cavalls amb els quals havien de col·laborar.

### Primeres autometralladores

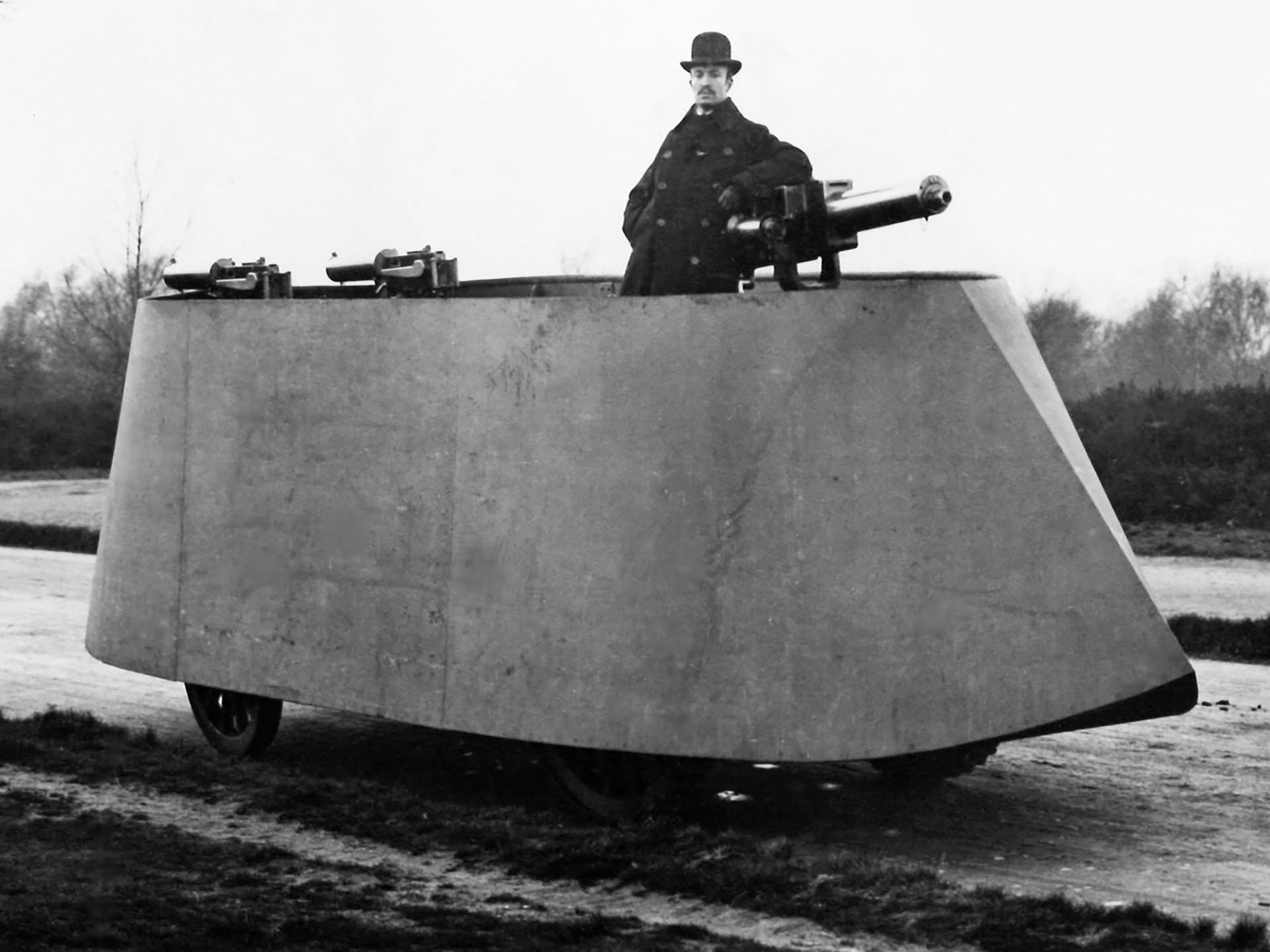
El Motor War Car de Frederick Richard Simms l'any 1902, considerat la primera autometralladora de la història.

A l'inici del segle xx, es van fabricar les primeres autèntiques autometralladores, sovint afegint blindatge i algun tipus d'armament a automòbils comercials. El primer automòbil blindat va ser el Motor War Car, dissenyat per Frederick Richard Simms i construït en 1899 per la companyia Vickers, Sons & Maxim de Barrow sobre un xassís especial Daimler fet en Coventry i propulsat per un motor alemany Daimler. A l'abril del mateix any se'n va encomanar un prototip. El prototip va estar llest l'any 1902, massa tard per fer-se servir a la Segona Guerra Bòer.
El vehicle tenia blindatge Vickers de 6 mm de gruix i estava propulsat per un motor de 4 cilindres Cannstatt Daimler de 3,3 litres i 16 CV, que li oferia una velocitat màxima d'uns 14 km/h. L'armament estava compost per dues metralladores Maxim, que anaven en dues torretes amb una rotació de 360°. El Motor War Car de Simms tenia una tripulació de quatre persones i es va presentar al Crystal Palace de Londres l'abril de 1902.

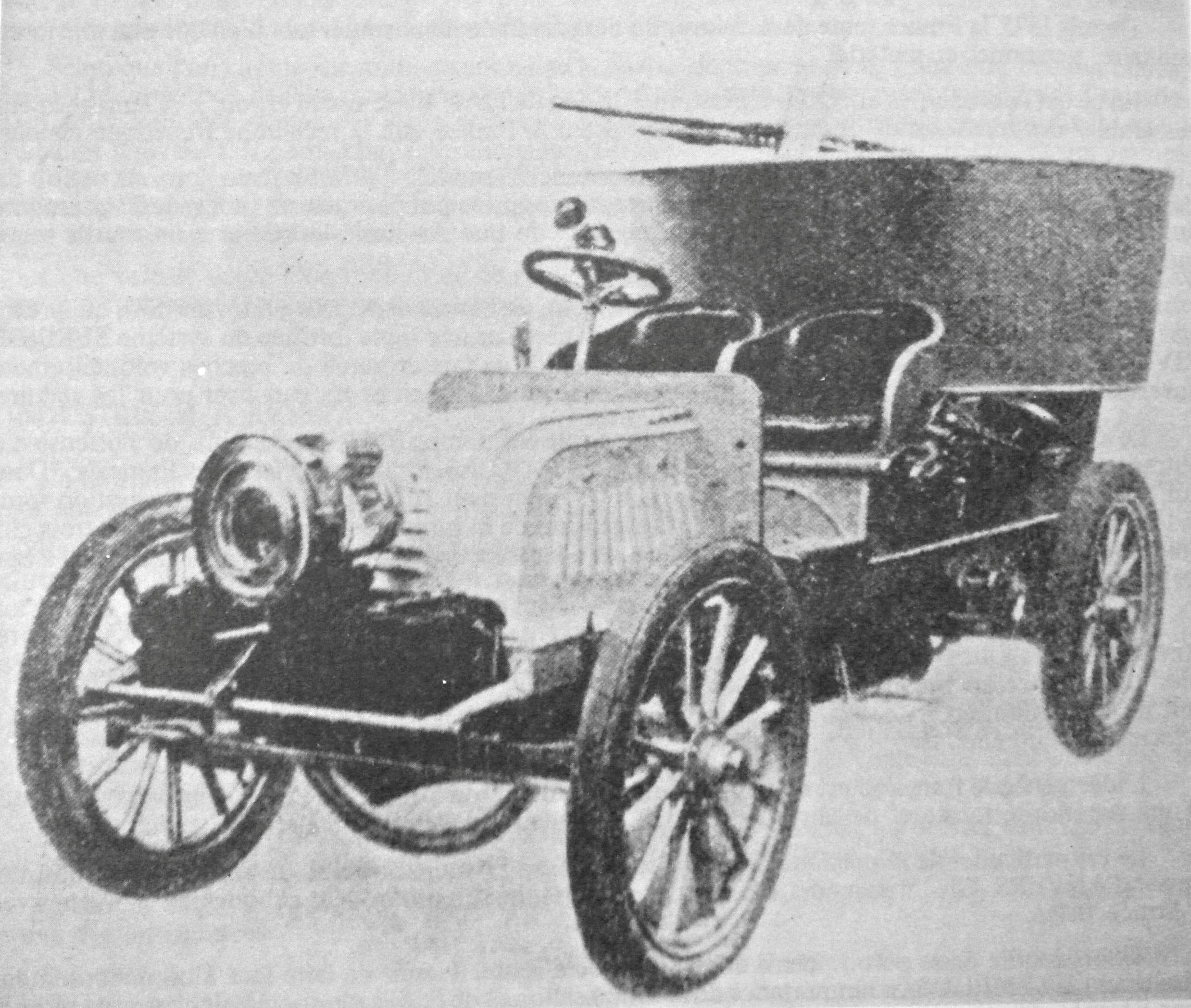
El Charron, Girardot et Voigt 1902, primer automòbil blindat francès.

Una altra autometralladora de l'època fou la Charron, Girardot et Voigt 1902, presentada el 8 de març de 1902 al Salon de l'Automobile et du cycle de Brussel·les. El vehicle estava armat amb una metralladora Hotchkiss M1900 i el servidor estava protegit per un blindatge de 7 mm de gruix.

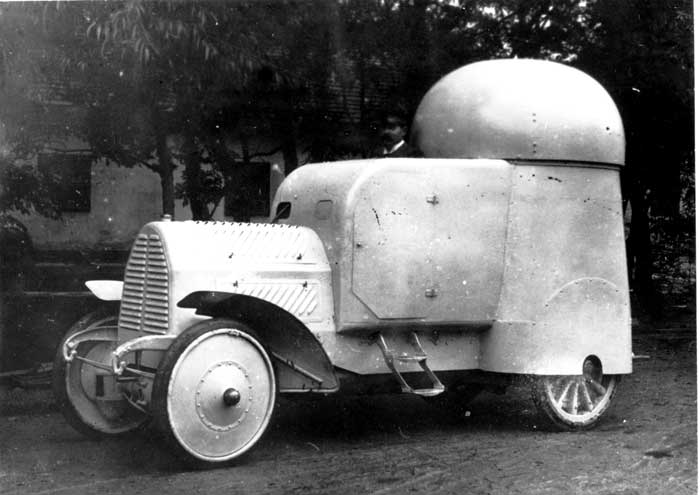
Autometralladora Austro-Daimler Panzerwagen fotografiada l'any 1904.

Una de les primeres autometralladores amb tracció a les quatre rodes i torreta giratòria operativa va ser l'Austro-Daimler Panzerwagen, fabricada per l'Austro-Daimler l'any 1904. Estava protegida per planxes de blindatge corbades de 3-3,5 mm de gruix (motor i cabina) i tenia una torreta giratòria semiesfèrica amb una espessor de 4 mm, armada amb una o dues metralladores. Estava propulsada per un motor de 4 cilindres de 4,4 l i 35 CV, que li oferia una maniobrabilitat acceptable a camp través. Tant el conductor com el seu assistent tenien seients ajustables, que permetien treure el cap per les escotilles del sostre de la cabina. Els italians serien els primers a fer servir una autometralladora en combat durant la Guerra italo-turca. Durant la Primera Guerra Mundial, tots dos bàndols van emprar una gran varietat d'automòbils blindats de diverses formes.

### Primera Guerra Mundial
Generalment, els automòbils blindats eren emprats per comandants d'automòbils més o menys independents. No obstant això, algunes vegades eren emprats en unitats de la grandària d'un esquadró. Els automòbils anaven principalment armats amb metralladores lleugeres. Però les unitats de major grandària habitualment empraven uns quants automòbils blindats armats amb canons més pesats. Quan el poder aeri es va convertir en un factor important, els automòbils blindats van oferir una plataforma mòbil per instal·lar canons antiaeris.

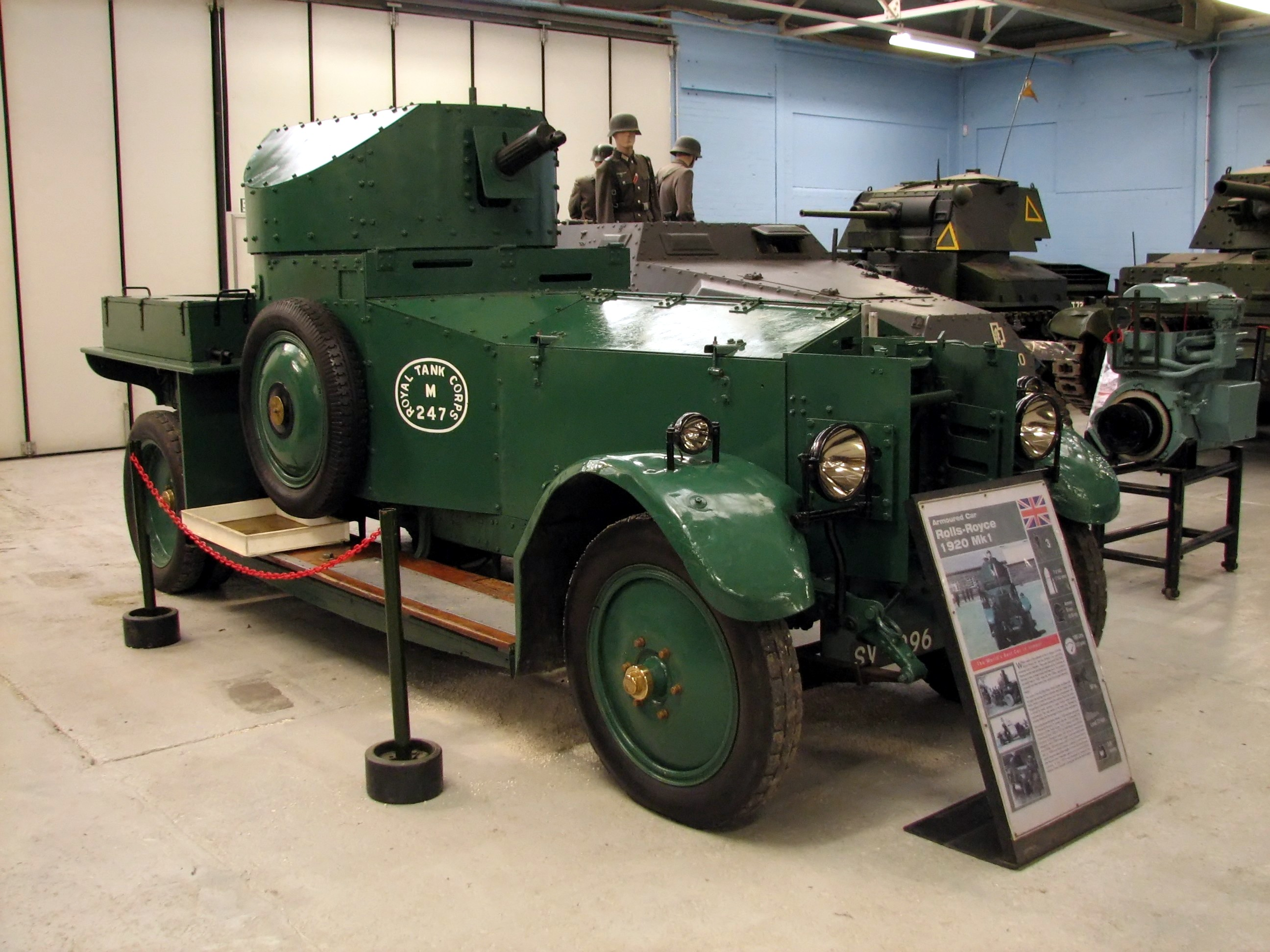
Un Automòbil blindat Rolls-Royce Mk I, de 1920.

La primera ocupació efectiva d'un vehicle blindat en combat va ser aconseguit per l'Exèrcit belga a l'agost-setembre de 1914, durant la cursa cap al mar. L'automòbil blindat Minerva va ser creat instal·lant blindatge Cockerill i una metralladora Hotchkiss sobre automòbils civils. Els seus èxits en els primers dies de la guerra va convèncer a l'Alt Comandament belga de crear un Cos d'Automòbils Blindats, que seria enviat a lluitar en el Front Oriental una vegada que el Front Occidental es va immobilitzar després de la batalla de l'IJzer.

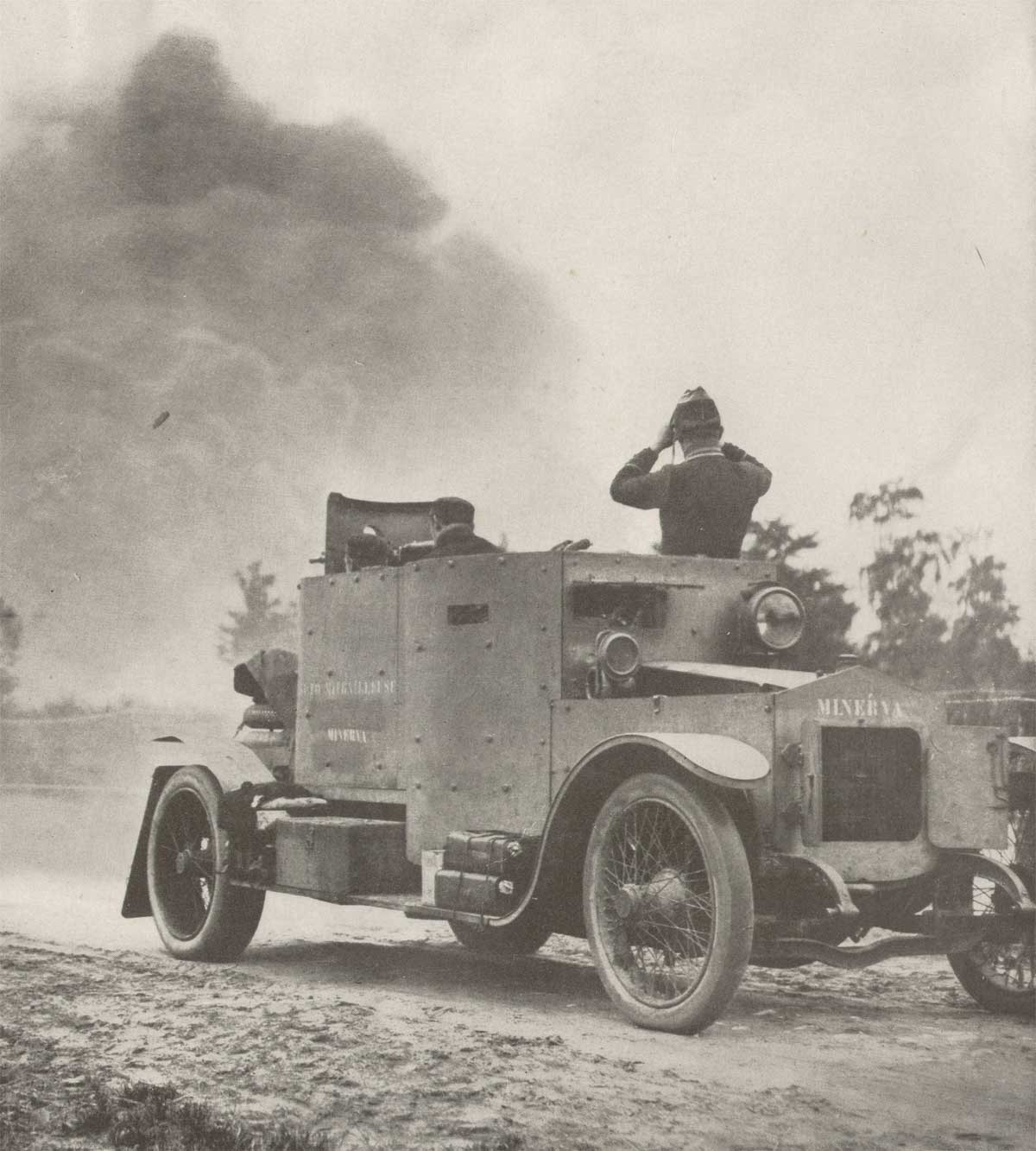
Un automòbil blindat Minerva prop d'Anvers, 1914.

El Royal Naval Air Service britànic va enviar avions a Dunkerque per defensar al Regne Unit dels zepelins. Aquests van ser seguits pels automòbils dels oficials, que van començar a emprar-se per rescatar pilots de reconeixement derrocats sobre zones de combat. Inicialment anaven armats amb metralladores, però com aquestes incursions es feien cada vegada més perilloses, ells van improvisar blindatges a partir de fragments de calderes instal·lats sobre els vehicles. A Londres, Murray Sueter va ordenar la fabricació de "automòbils de comabte" basats en xassissos de models civils Rolls-Royce, Talbot i Wolseley. Quan l'automòbil blindat Rolls-Royce va arribar al capdavant el desembre de 1914, el període mòbil en el Front Occidental ja s'havia acabat.
De major importància tàctica va ser el desenvolupament i formació d'unitats d'automòbils blindats, tals com la Brigada Canadenca d'Autometralladores, que va ser la primera unitat completament mecanitzada de l'Exèrcit britànic. La brigada va ser fundada a Ottawa el 2 de setembre de 1914 pel Brigadier-General Raymond Brutinel, amb el nom de Brigada d'Autometralladores No. 1. La brigada estava inicialment equipada amb 8 automòbils blindats, armats amb 2 metralladores cadascun. Per 1918, la força de Brutinel consistia en dues Brigades d'Autometralladores (amb cinc bateries cadascuna, de 8 armes per vehicle). Els automòbils blindats de la brigada van efectuar missions de suport en diverses batalles, principalment a Amiens.
L'automòbil blindat Rolls-Royce va ser proposat, desenvolupat i empleat pel 2º Duc de Westminster. Ell va portar un escamot d'aquests automòbils a França, arribant a temps per a una important contribució a la Segona batalla de Ieper, va ser enviat després amb els seus automòbils a l'Orient Mitjà per prendre part en la Campanya del Sinaí i Palestina. Aquests automòbils apareixen en les memòries de diversos oficials de la BEF durant les primeres etapes de la Primera Guerra Mundial el seu duc comandant és gairebé descrit com un pirata.

### Segona Guerra Mundial

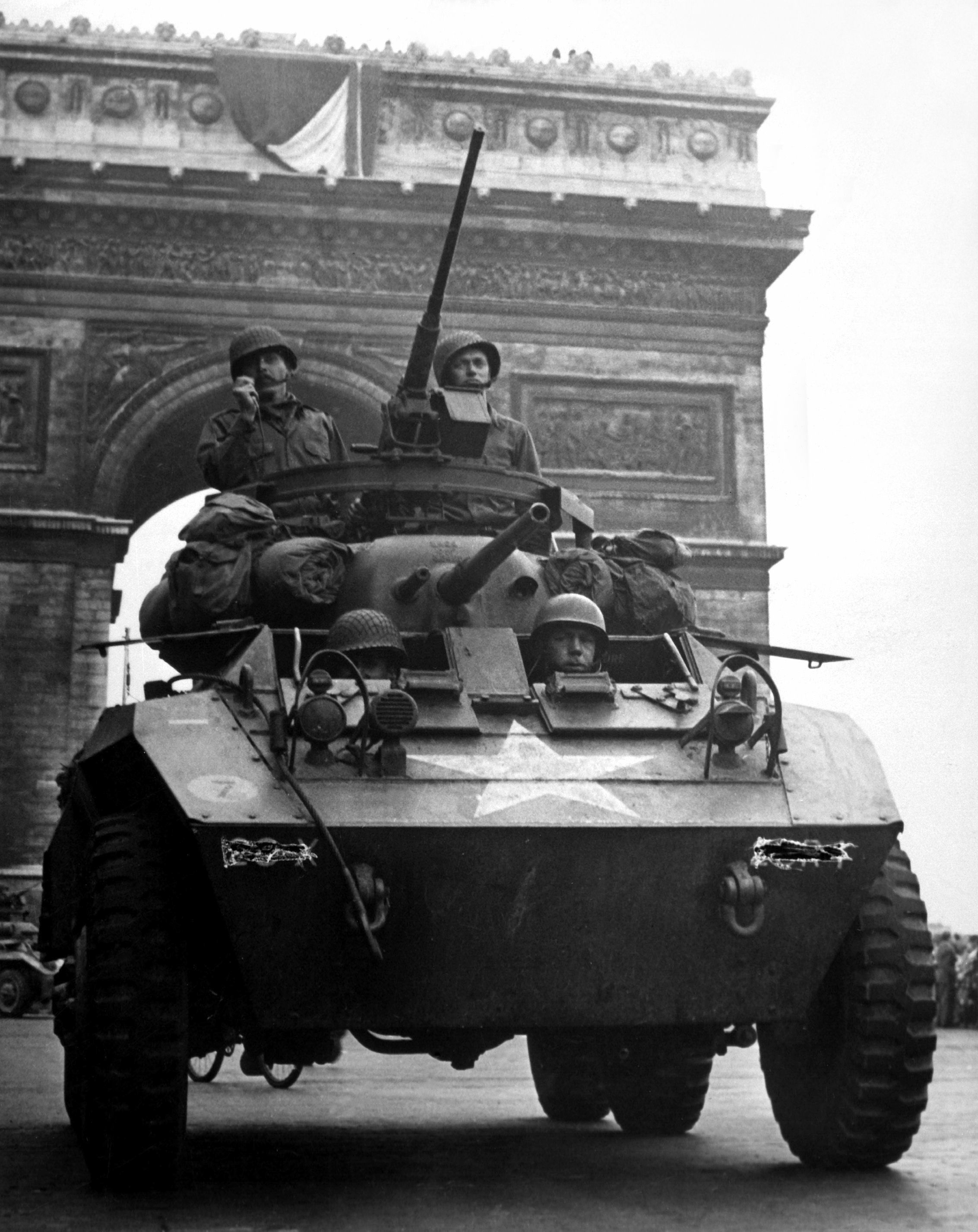
Soldats nord-americans passen sota l'Arc de Triomf a bord d'un M8 Greyhound després de l'alliberament de París.

La Royal Air Force (RAF) a l'Orient Mitjà estava equipada amb automòbils blindats Rolls-Royce i remolcs Morris. Alguns d'aquests vehicles estaven entre els últims d'un lot d'automòbils blindats que anteriorment havien servit amb la Royal Navy en l'Orient Mitjà des de 1915. En setembre de 1940, la Long Range Desert Group, una secció de l'exèrcit britànic va ser destacada a les forces del General Archibald Wavell per fer reconeixement en profunditat, amb vehicles armats amb metralladores, i van ser els ulls i oïdes de Wavell i el Special Air Service el múscul. Durant les accions a l'octubre d'aquell any, la companyia va ser utilitzada per escortar combois, defensa d'aeròdroms, patrulles de reconeixement en força i operacions de cobertura.
Durant la Guerra anglo-iraquiana, algunes de les unitats situades en el Mandat Britànic de Palestina van ser enviades a l'Iraq i equipades amb automòbils blindats Fordson. Els automòbils blindats Fordson eren carrosseries de Rolls-Royce que havien estat muntades sobre nous xassissos de camions Fordson a Egipte.
Com el Tractat de Versalles no esmentava els automòbils blindats, Alemanya va començar a desenvolupar-los promptament. A l'inici de la Segona Guerra Mundial, l'Exèrcit alemany tenia alguns vehicles de reconeixement molt efectius, tals com el Schwerer Panzerspähwagen.
El BA-64 soviètic va ser influenciat per un Leichter Panzerspähwagen capturat abans de ser provat el gener de 1942.
En la segona meitat de la guerra, el M8 Greyhound nord-americà i els automòbils blindats Daimler britànics tenien torretes armades amb canons lleugers (de 40 mm o menor calibre). Igual que altres automòbils blindats de l'època, el seu paper de reconeixement posava èmfasi en la gran velocitat i sigil que oferien respecte a un vehicle sobre erugues, per la qual cosa el seu limitat blindatge, armament i capacitat tot terreny eren vists com a compromisos acceptables.

## Ocupació militar
Un automòbil blindat militar és un tipus de vehicle blindat de combat que té rodes (entre 4 i 10 grans rodes tot-terrè) en lloc d'erugues i en general un blindatge lleuger. Els automòbils blindats típicament són menys costosos i tenen una major velocitat i autonomia sobre carretera en comparació dels vehicles militars sobre erugues. No obstant això, tenen menor mobilitat a causa de la seva menor capacitat tot terreny i a la major pressió que exerceixen sobre el sòl. A més tenen una menor capacitat de grimpar obstacles que els vehicles sobre erugues. Les rodes són més vulnerables al foc enemic que les erugues, els vehicles tenen una silueta més alta i en la majoria dels casos menys blindatge que els vehicles sobre erugues. La majoria d'ells no estan pensats per a combat pesat; la seva ocupació normal és per a reconeixement, comandament, control i comunicacions, o per emprès contra insurgents i amotinats lleugerament armats. Solament alguns d'ells estan pensats per presentar combat, moltes vegades escortant combois per protegir a vehicles sense blindatge. Altres ocupacions inclouen el transport (o remolc) de diversos coets de llarg abast, míssils o morters a través d'àrees perilloses, al mateix temps que ofereix certa protecció als seus tripulants.
Els automòbils blindats lleugers, tals com el Ferret britànic, solament estan armats amb una metralladora. Els vehicles més pesats estan armats amb un canó automàtic o un petit canó de tanc. Els automòbils blindats més pesats, tals com el SdKfz 234 de la Segona Guerra Mundial o l'actual M1128 Mobile Gun System nord-americà, estan armats amb el mateix canó d'un tanc mitjà.
Els automòbils blindats són populars per a missions de pau o seguretat interna. La seva aparença és menys agressiva i amenaçant que la d'un tanc, a més que la seva grandària i maniobrabilitat és més compatible amb els estrets espais urbans dissenyats per a vehicles amb rodes. També són molt més senzills de llançar en paracaigudes des d'avions. No obstant això, tenen un major ràdio de viratge en comparació dels vehicles sobre erugues que poden girar sobre si mateixos i les seves llandes són vulnerables i menys capaces de grimpar o aixafar obstacles. A més, quan s'entaula combat són fàcilment sobrepassats pel seu lleuger armament i blindatge. L'aparença amenaçant d'un tanc és amb freqüència suficient per evitar un atac, mentre que un vehicle menys amenaçador com un automòbil blindat és més probable que sigui atacat.
Diverses Forces Armades modernes tenen els seus propis dissenys d'automòbils blindats, per aprofitar els avantatges esmentats més amunt. Per exemple, el Vehicle Blindat de Seguretat M1117 nord-americana o l'Alvis Saladin britànic de la postguerra.
D'altra banda, els vehicles civils poden ser transformats en automòbils blindats improvisats sobre la marxa. Diverses milícies i forces irregulars adapten vehicles civils per servir com a vehicles blindats de combat i transport de tropes. Fins i tot en alguns conflictes regionals, aquests vehicles armats són els únics vehicles de combat disponibles. De vegades, fins i tot els soldats de les Forces Armades nacionals són forçats a adaptar vehicles civils per emprar-los en combat, moltes vegades emprat blindatge improvisat i armes en quantitats limitades.

## Galeria

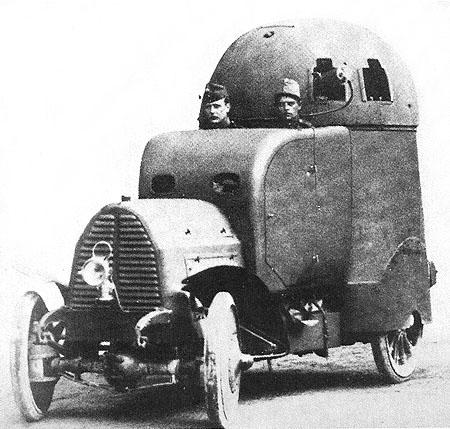
Un prototip del Vehicle Blindat de Combat Austro-Daimler, 1906.
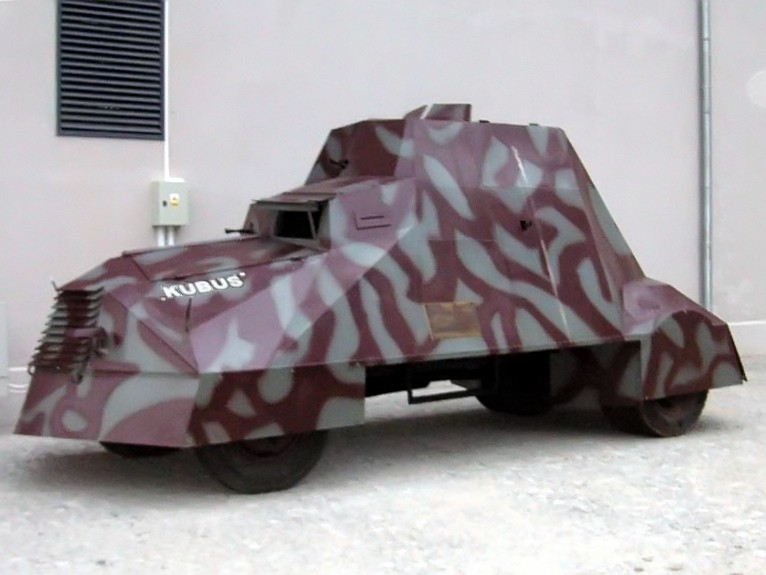
Kubuś, una rèplica de l'automòbil blindat polonès de la Segona Guerra Mundial fabricat per l'Armia Krajowa.
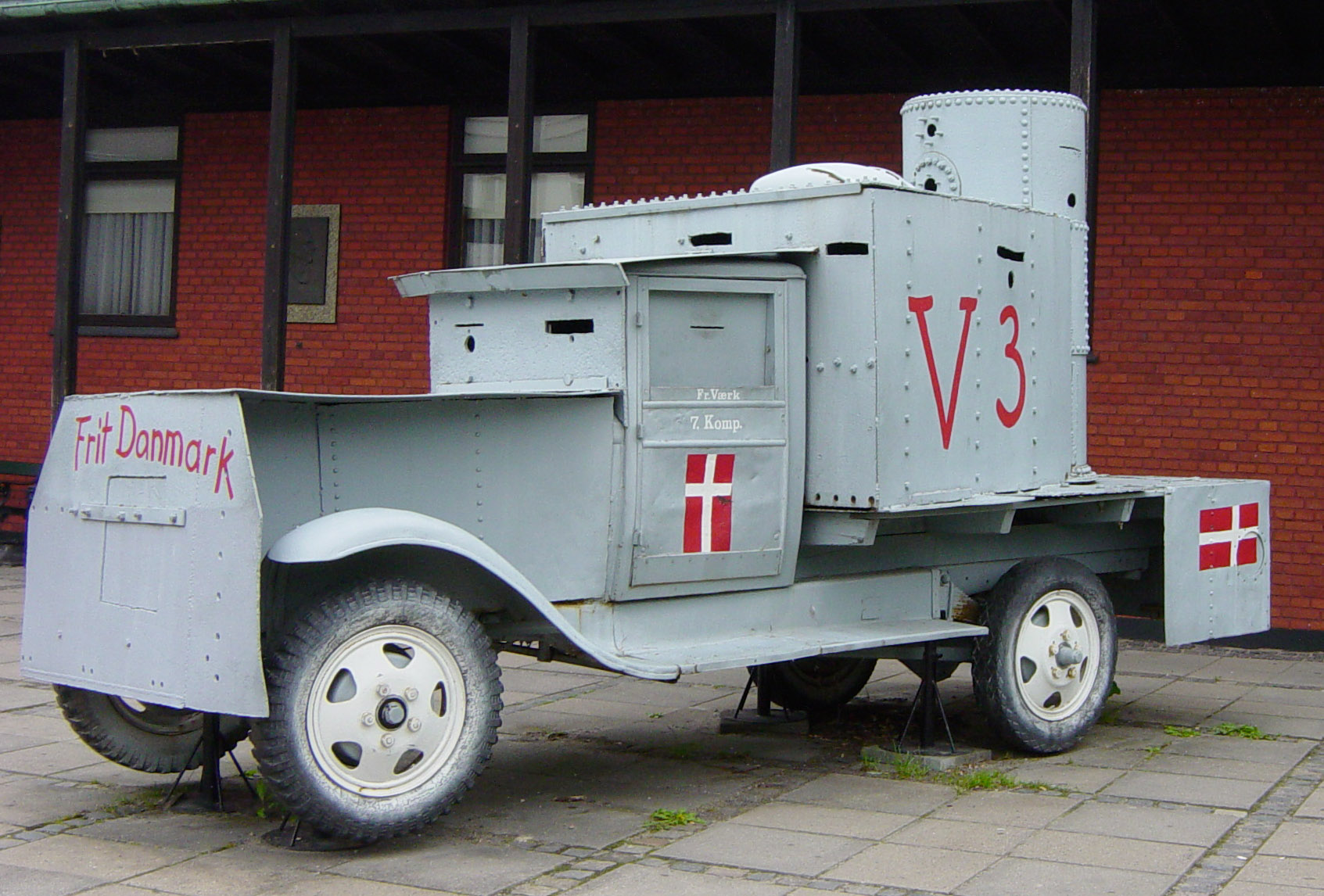
Els treballadors dels tallers ferroviaris de Frederiksværk van construir aquest vehicle en 1945 per ser emprat per la Resistència danesa.
Un automòbil blindat Fordson espera als afores de Bagdad mentre tenen lloc les negociacions entre els oficials britànics i els representants del govern rebel iraquià.
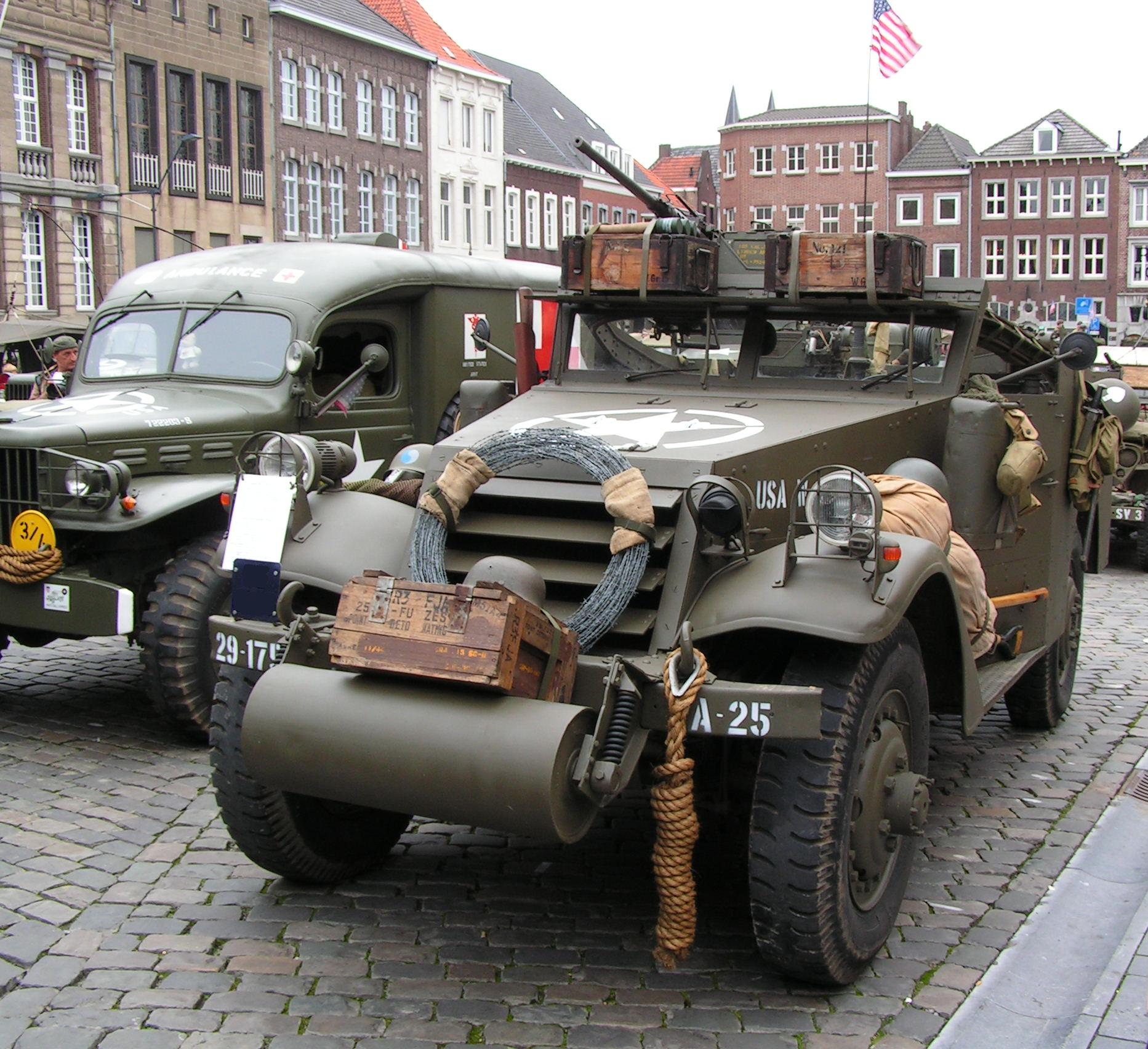
Un M3 Scout Car restaurat.
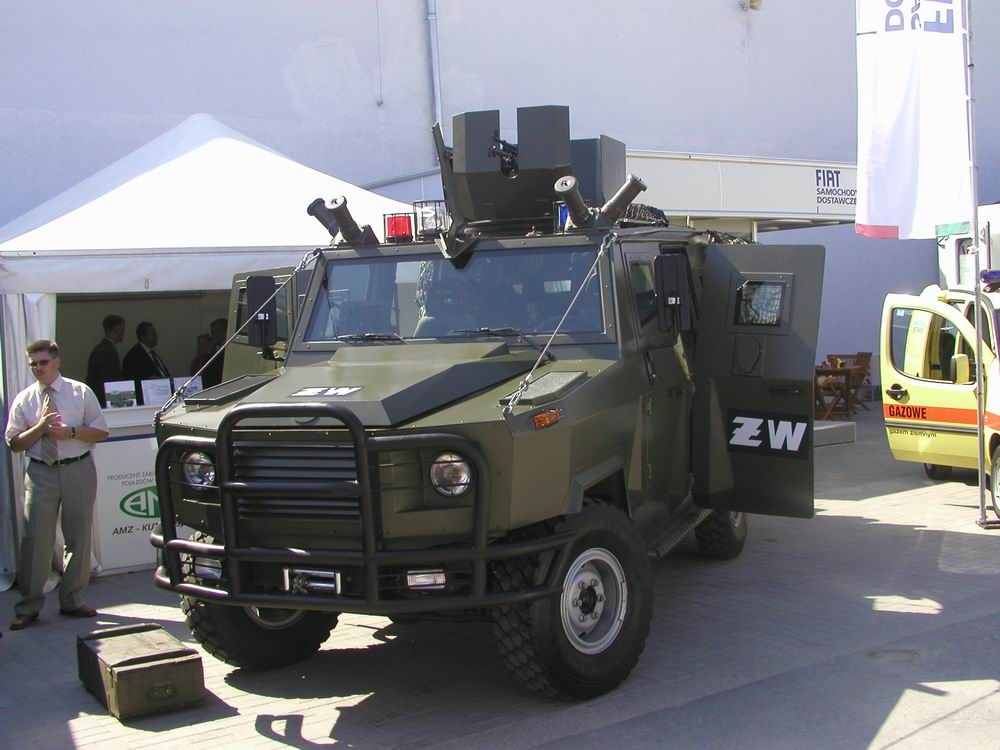
Un automòbil blindat AMZ Dzik emprat per la Policia Militar polonesa.
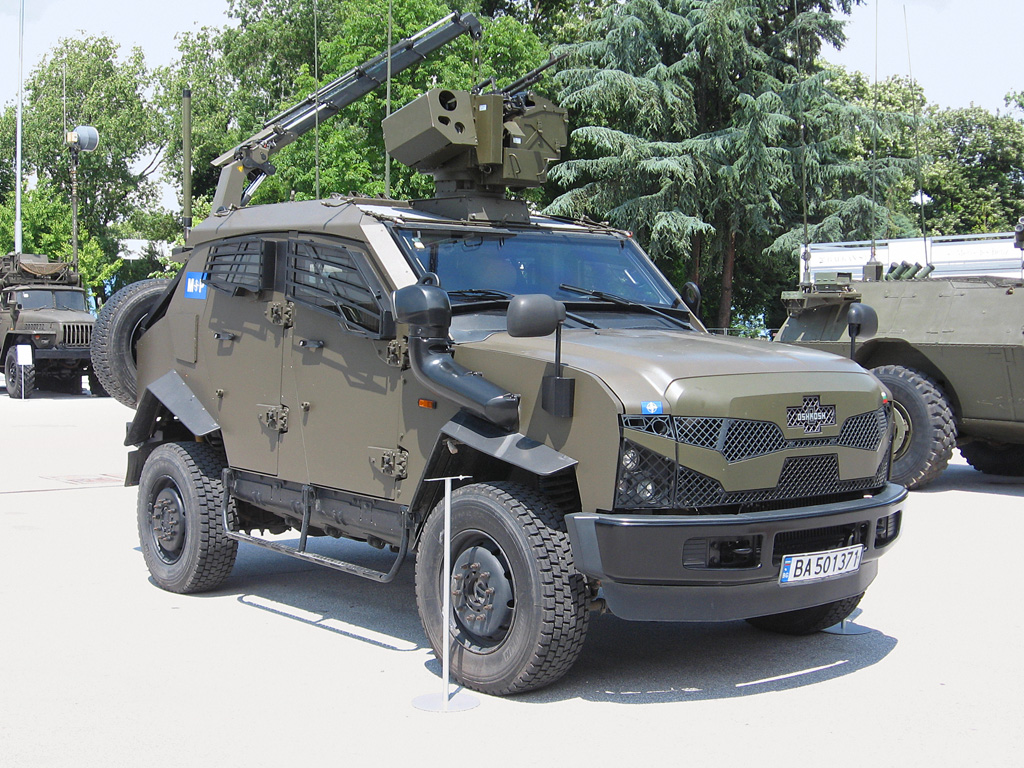
Un Sand Cat búlgar, armat amb una torreta Samson.
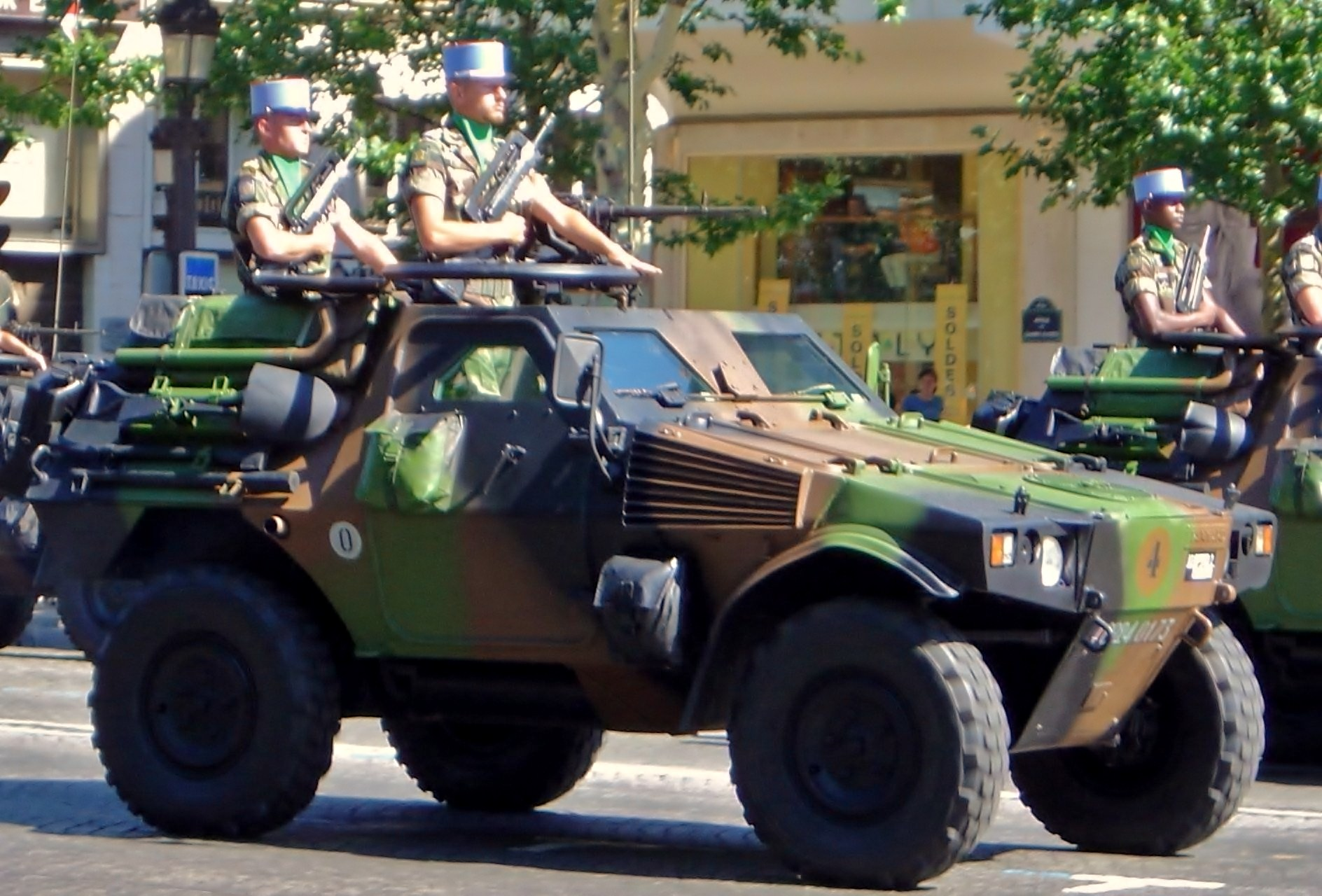
Un modern vehicle de reconeixement Panhard VBL francès.
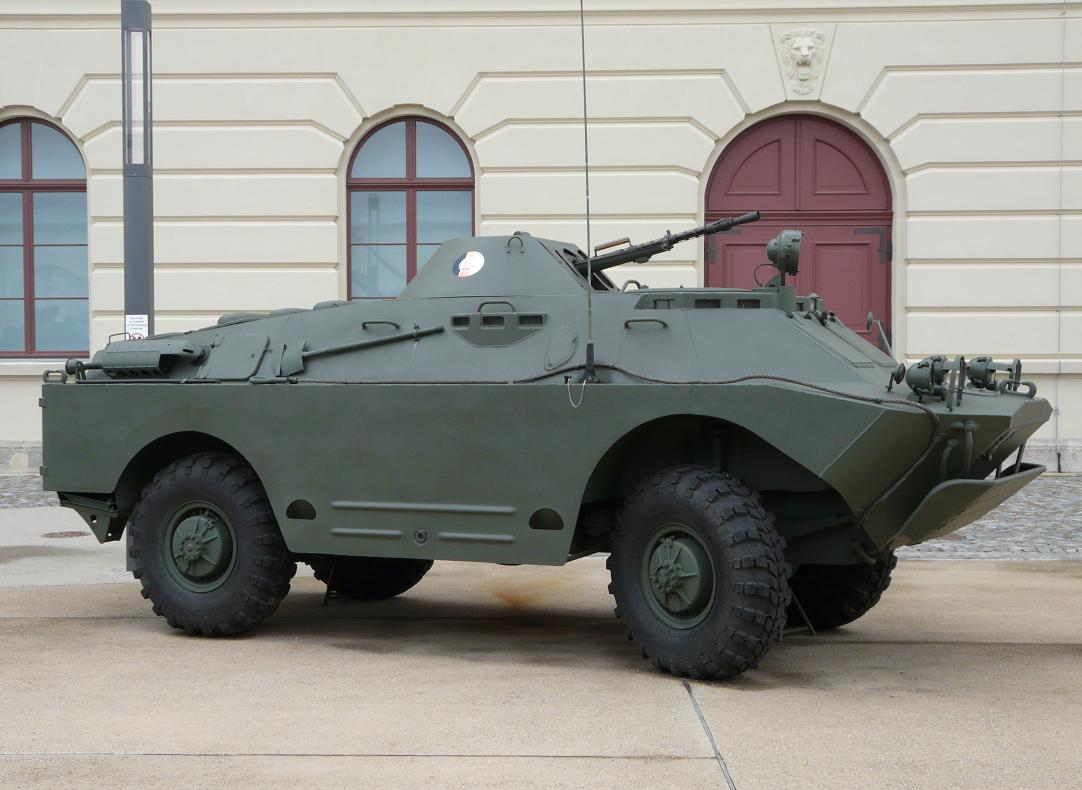
Un BRDM-2.